# Guy Lecorne
Guy Lecorne, né le 8 septembre 1954 à Libercourt (Pas-de-Calais), est un monteur français.

## Biographie
On observe dans la filmographie de Guy Lecorne un certain éclectisme : il aborde aussi bien le documentaire, notamment avec Nicolas Philibert, que de la fiction, la comédie grand public (San-Antonio, Les Enfants) et le film d'action (Le Concile de pierre) que le cinéma d'auteur (par exemple L'Humanité et Flandres de Bruno Dumont, tous deux grand prix au festival de Cannes, ou White Material de Claire Denis). Si les réalisateurs avec qui il travaille sont nombreux, il est courant qu'il monte plus d'un long-métrage avec eux : six films avec Guillaume Nicloux, quatre avec Bruno Dumont ou Jeanne Labrune, trois avec Nicolas Philibert, deux avec Claire Denis, Agnès Merlet, Pascale Ferran ou Rachid Bouchareb.
Il enseigne comme intervenant à la Fémis.[réf. nécessaire]

## Filmographie
- 1979 :  Petite Terre (Documentaire) de Cyrille Chardon et Guy Lecorne
- 1981 : Venise Carnaval (Documentaire) d'Edwin Baily
- 1984 : La combine de la girafe (court-métrage) de Thomas Gilou
- 1984 : Peut-être la mer (court-métrage) de Rachid Bouchareb
- 1985 : La guerre des pâtes (court-métrage) d'Agnès Merlet
- 1985 : Bâton Rouge de Rachid Bouchareb
- 1989 : Route One/USA de Robert Kramer[1]
- 1989 : Les Sièges de l'Alcazar de Luc Moullet
- 1991 : Cheb de Rachid Bouchareb
- 1992 : Le Pays des sourds (documentaire) de Nicolas Philibert
- 1992 : Sans un cri de Jeanne Labrune
- 1993 : Embrasse-moi vite ! (téléfilm) de Gérard Marx
- 1993 : Le Fils du requin d'Agnès Merlet
- 1994 : Petits Arrangements avec les morts de Pascale Ferran
- 1995 : L'Âge des possibles de Pascale Ferran
- 1996 : Un animal, des animaux (documentaire) de Nicolas Philibert
- 1997 : La Vie de Jésus de Bruno Dumont
- 1997 : Artemisia de Agnès Merlet
- 1998 : Si je t'aime, prends garde à toi de Jeanne Labrune
- 1999 : L'humanité de Bruno Dumont
- 1999 : Qui sait ? (documentaire) de Nicolas Philibert
- 2000 : Merci pour le geste de Claude Faraldo
- 2000 : Ça ira mieux demain de Jeanne Labrune
- 2001 : Nous deux (court-métrage) de Christophe Honoré
- 2001 : Comment j'ai tué mon père d'Anne Fontaine
- 2002 : Une affaire privée de Guillaume Nicloux
- 2002 : C'est le bouquet ! de Jeanne Labrune
- 2003 : Mille et un jours (documentaire) de Frédéric Laffont[2]
- 2003 : Cette femme-là de Guillaume Nicloux
- 2004 : San-Antonio de Frédéric Auburtin
- 2004 : Quotidien Bagdad quotidien (Documentaire) de Romain Goupil[3]
- 2005 : Les Enfants de Christian Vincent
- 2005 :  Le Démon de midi de Marie Pascale Osterrieth
- 2006 : Flandres de Bruno Dumont
- 2006 : Le Concile de pierre de Guillaume Nicloux
- 2007 : La pluie des prunes (téléfilm) de Frédéric Fisbach[4]
- 2007 : La Clef de Guillaume Nicloux
- 2009 : 35 Rhums de Claire Denis
- 2009 : Hadewijch de Bruno Dumont
- 2010 : White Material de Claire Denis
- 2010 : Blanc comme neige de Christophe Blanc
- 2010 : Holiday de Guillaume Nicloux
- 2011 : Dix-sept Filles de Delphine Coulin et Muriel Coulin
- 2012 : Derniers Jours à Jérusalem de Tawfik Abu Wael
- 2012 :  Héritage de Hiam Abbass
- 2012 : Incident Urbain (CM) de John Lalor
- 2013 : La religieuse de Guillaume Nicloux
- 2013 : Quai d'Orsay de Bertrand Tavernier
- 2014 : L'Enlèvement de Michel Houellebecq de Guillaume Nicloux (TV)
- 2016 : The End de Guillaume Nicloux
- 2019 : Thalasso de Guillaume Nicloux
- 2024 : Le Choix de Gilles Bourdos
- 2024 : Sarah Bernhardt, La Divine de Guillaume Nicloux